# Liste der Kulturgüter in Vilters-Wangs
Die Liste der Kulturgüter in Vilters-Wangs enthält alle Objekte in der Gemeinde Vilters-Wangs im Kanton St. Gallen, die gemäss der Haager Konvention zum Schutz von Kulturgut bei bewaffneten Konflikten, dem Bundesgesetz vom 20. Juni 2014 über den Schutz der Kulturgüter bei bewaffneten Konflikten sowie der Verordnung vom 29. Oktober 2014 über den Schutz der Kulturgüter bei bewaffneten Konflikten unter Schutz stehen.
Objekte der Kategorie A sind im Gemeindegebiet nicht ausgewiesen, Objekte der Kategorie B sind vollständig in der Liste enthalten, Objekte der Kategorie C fehlen zurzeit (Stand: 1. Januar 2023).

## Kulturgüter
| Foto |                                                                                                  | Objekt                                                               | Kat. | Typ | Standort                                            | Beschreibung |
| ---- | ------------------------------------------------------------------------------------------------ | -------------------------------------------------------------------- | ---- | --- | --------------------------------------------------- | ------------ |
| BW   | Datei hochladen · Wikidata zu Katholische Kirche St. Medardus mit Friedhofskapelle (Q29786944)   | Katholische Kirche St. Medardus mit Friedhofskapelle KGS-Nr.: 08384  | B    | G   | Vilters, Sonnenbergstrasse 18, 27.1 752771 / 209965 |              |
| BW   | Datei hochladen · Wikidata zu Severgall, neolithisch-mittelalterliche Höhensiedlung (Q135683510) | Severgall, neolithisch-mittelalterliche Höhensiedlung KGS-Nr.: 08385 | B    | F   | Loch-Güterweg 753900 / 209450                       |              |
| BW   | Datei hochladen · Wikidata zu Alte Mühle (Q29786942)                                             | Alte Mühle KGS-Nr.: 14088                                            | B    | G   | Mühleweg 15 752706 / 210003                         |              |